# Microthelys rubrocallosa
Microthelys rubrocallosa är en orkidéart som först beskrevs av Benjamin Lincoln Robinson och Jesse More Greenman, och fick sitt nu gällande namn av Leslie Andrew Garay. Microthelys rubrocallosa ingår i släktet Microthelys och familjen orkidéer. Inga underarter finns listade i Catalogue of Life.